# Parelheiros
Parelheiros est un district situé dans la zone sud de la ville de São Paulo. C'est le deuxième plus grand quartier de la commune en termes d'extension territoriale, bien qu'il soit très peu peuplé. Il possède la majeure partie de la zone couverte par les réserves environnementales de la forêt atlantique - dans laquelle se trouve la zone de protection environnementale de Capivari-Monos et une partie de la zone de protection environnementale de l'île Bororé-Colônia. À Parelheiros, il y a aussi le village indigène Krukutu Guarani.
La région a accueilli la première immigration allemande dans l'État de São Paulo, au début du XIXe siècle. Il se trouve à 15 à 25 kilomètres d'Itanhaém et de São Vicente, à Baixada Santista, et à 50 à 60 kilomètres de la région centrale de la ville de São Paulo.
De plus, en plus d'être importante d'un point de vue écologique et historique, Parelheiros abrite un certain nombre de communautés rurales qui pratiquent des formes traditionnelles agriculture. Les communautés sont impliquées dans l'agriculture de légumes, de fruits et d'herbes médicinales, qui sont vendus sur les marchés locaux et fournissent des produits alimentaires frais dans différentes parties de la mégalopole de São Paulo. La présence de zones rurales est l'un des facteurs qui jouent un rôle dans la préservation d'un mode de vie traditionnel et de la biodiversité de la région.

## Histoire
Dans la région de Parelheiros, il y avait déjà des indigènes et des caboclos avant l'arrivée des immigrants allemands (1829). Les indigènes ont finalement été contraints d'abandonner leurs villages dès que les routes ont été ouvertes. On dit qu'il y avait aussi un grand quilombo d'anciens Afro-Brésiliens réduits en esclavage. La main-d'œuvre immigrée était composée principalement d'anciens militaires et l'objectif était de « blancher » la « race brésilienne », car le gouvernement impérial craignait que le pays ne devienne un pays de Noirs, qui en fait étaient déjà majoritaires, ou composée principalement de mulâtres, parmi lesquels de brillants hommes d'État et ingénieurs, c'est-à-dire dans le cas d'enfants de femmes noires dont les parents blancs occupent une certaine position et qui peuvent envoyer leurs enfants étudier en Europe. Être la princesse Leopoldina d'origine autrichienne et avoir de bonnes relations avec les terres germanophones, sans parler du favoritisme des Teutoniques considérés comme supérieurs dans l'aspect racial.
L'entêtement teutonique, comme cela avait été le cas des indigènes quand ils ont été contraints au travail forcé, les a empêchés d'accepter toute terre improductive pour vivre. Plusieurs furent trompés et lorsqu'ils arrivèrent dans la région et virent qu'ils étaient dominés par des marécages, ils partirent pour d'autres régions plus fertiles et où il y avait plus de compatriotes comme dans le sud du pays. Certains, cependant, sont restés et comme ils n'avaient pas de temple où ils pouvaient se rassembler et que le Brésil avait toujours le catholicisme comme religion officielle, les luthériens ont été forcés de voyager avec des colons catholiques à la paroisse de Santo Amaro tous les dimanches et d'assister à la messe catholique romaine, peut-être pour ne pas rester les bras croisés ou se réunir dans le culte protestant. Plus tard, les Japonais ont été amenés à travailler à la campagne.
Parelheiros a reçu son nom en raison des diverses courses de chevaux (paparelas) entre les allemands et les brésiliens. Auparavant, le quartier était connu sous le nom de Santa Cruz, car il y avait une croix à l'endroit, placée par un dévot nommé Amaro de Pontes, qui est à l'origine de l'église de Santa Cruz.
Parelheiros se distingue par rapport à Colônia Paulista du fait qu'une route a été ouverte au XIXe siècle, à l'initiative de l'immigrant allemand Henrique Schunck, père du fondateur de Cipó-Guaçu (aujourd'hui un quartier d'Embu-Guaçu). La route de Parelheiros, actuellement la route écotouristique de Parelheiros, reliait les villages d'Embu-Guaçu et de São José, d'où il était possible de partir pour Rio Bonito et Santo Amaro, évitant ainsi le passage à travers la colonie, où se trouvait la plus ancienne route da Conceição.

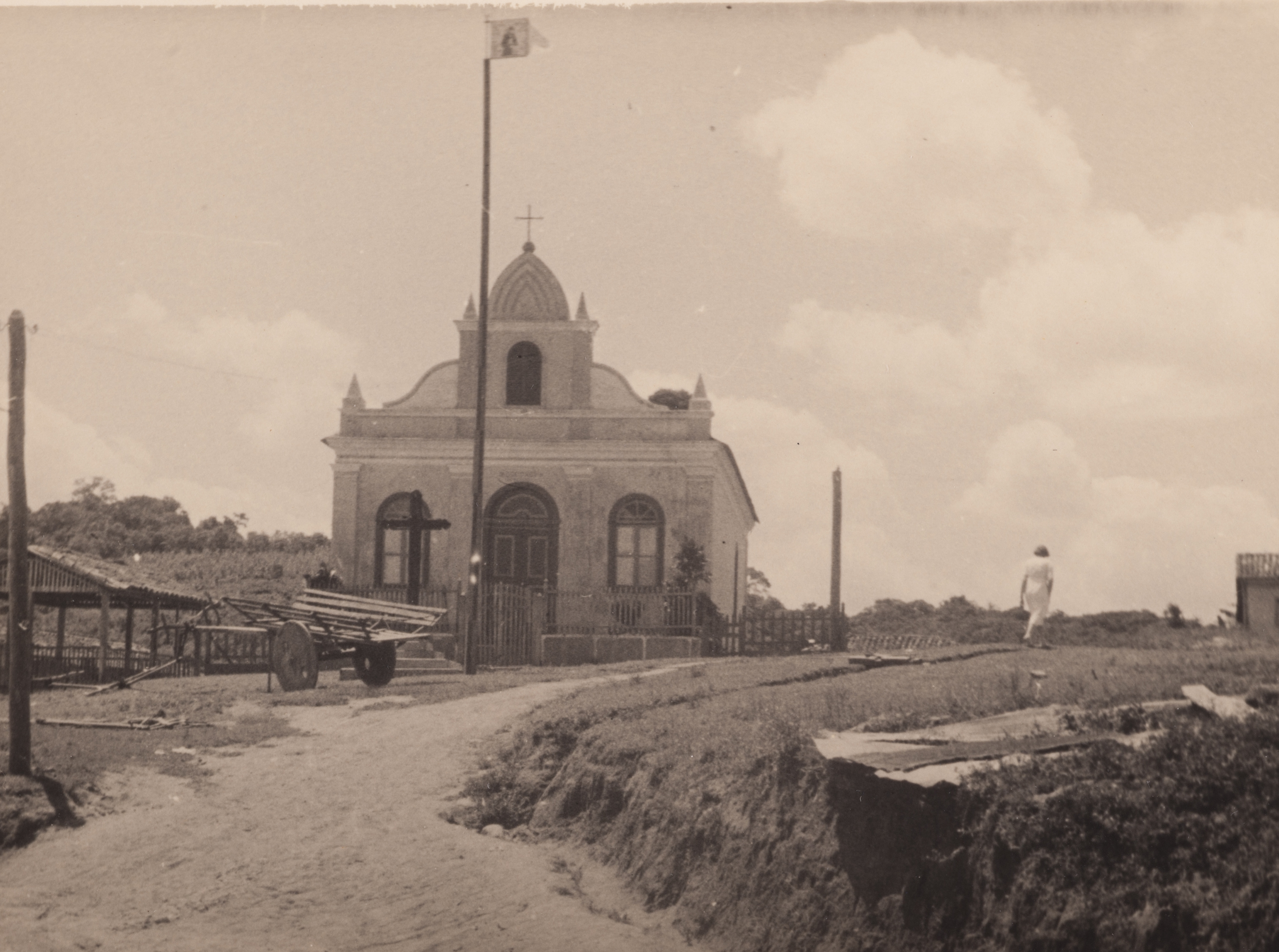
Église à Parelheiros, milieu du XXe siècle (photo de Werner Haberkorn).

Au milieu du XXe siècle, principalement après la Seconde Guerre mondiale, des milliers de Japonais débarquèrent dans le port de Santos. La plupart d'entre eux sont restés dans la soi-disant ceinture verte métropolitaine de São Paulo.
Ainsi, les quartiers de Jaceguava et Casa Grande – qui font partie de la sous-préfecture de Parelheiros – étaient occupés par des familles japonaises, qui se consacraient aux travaux agricoles, notamment aux fruits et légumes, devenant d'importants fournisseurs de ce type pour l'approvisionnement de la métropole.
A la recherche d'un logement bon marché, une très grande population a choisi les sources de Santo Amaro pour vivre. La possibilité de trouver des loyers plus bas ou même de posséder une maison, moyennant certains sacrifices, a entraîné de nombreux lotissements, dont beaucoup irréguliers, en raison de la publication de la loi de l'État sur la protection des sources d'eau en 1976.
Le manque de grands espaces dans les zones urbaines a fini par accaparer les terres des habitants. L'attribution de leurs propriétés était la solution envisagée par les propriétaires terriens, l'augmentation des taxes foncières renchérissant les grandes propriétés. La solution était de diviser les fermes et les fermes en lotissements, donnant naissance à des vilas, des jardins et des parques, permettant aux intérêts de la spéculation immobilière de déterminer la localisation de la population ouvrière, accentuant, dans l'aménagement urbain, le désordre dans l'usage des le sol.

## Caractéristiques physiques
Il y a 353 km², représentant 24% de la commune, avec une occupation urbaine de 2,5% et une occupation dispersée de 7,7%. Avec l'intégralité de son territoire dans une zone de protection des sources d'eau, la région comprend d'importants vestiges de la forêt atlantique et les zones les plus préservées de la municipalité. Il comprend une partie des bassins hydrographiques des réservoirs Guarapiranga et Billings, qui sont responsables de l'approvisionnement de 30% de la population de la région métropolitaine de São Paulo. Il est traversé par un chemin de fer qui transporte la production agricole vers le port de Santos et une branche suburbaine désactivée.
Le Cratère de Colônia avec 3,5 km² est un repère géologique produit par des météorites il y a des millions d'années. Une partie est occupée par 25 000 personnes dans des subdivisions irrégulières, une autre partie d'une prison d'État (environ 1 500 prisonniers) ; et le reste (environ 50%) préservé en tant que zone agricole traditionnelle. La zone est répertoriée par Condephaat (Rés. CS 60 du 20.08.2003). À l'origine, il était habité par des Indiens Tupi et au XXe siècle, un sous-groupe Guarani s'y est installé, comptant aujourd'hui environ 600 personnes dans deux zones, le village Krukutu et Morro da Saudade.
Malgré les restrictions imposées par la législation environnementale, la région présente une urbanisation intense et désordonnée, avec une partie de la population résidant de manière précaire et de graves impacts sur les processus naturels de production d'eau, dus à l'imperméabilisation des sols, à la déforestation, au déversement des eaux usées et à l'aggradation des masses d'eau.
À la suite du processus actuel d'urbanisation, la population croît irrégulièrement, avec de faibles revenus, augmentant le déficit de services et d'infrastructures. Actuellement, le nombre d'habitants est d'environ 200 000. Le quartier est traversé par la partie sud du Rodoanel, mais il n'y a pas d'accès.
Il a actuellement de fortes précipitations et des températures plus basses en hiver, avec des gelées fréquentes. C'est la zone la plus préservée de la commune avec un vestige de forêt atlantique (62,4%) et un reboisement d'environ 4% (pin, eucalyptus). Il comprend une partie du bassin hydrographique des réservoirs Guarapiranga et Billings.

## Profil démographique
Les recherches de la Fundação Sistema Estadual de Análise de Dados ont indiqué que la population jeune de cet arrondissement est la plus importante de São Paulo. En 2004, le risque pour un homme de 15 à 24 ans de mourir était 21 fois plus élevé à Parelheiros qu'à Pinheiros.

## Santé
- Hôpital Parelheiros
- UPA Parelheiros 24 heures

## Quartiers
- Barragem
- Bosque do Sol
- Casa Grande
- Chácara Ana
- Chácara Lago Grande
- Chácara Santo Hubertos
- Chácara São Sebastião
- Chácara São Silvestre
- Chácara Schunck
- Cidade Luz
- Cidade Nova América
- Cidade Satélite
- Colônia
- Condomínio Palmeiras
- Curucutu
- Embura
- Itaim de Parelheiros
- Jaceguava
- Jardim Aladim
- Jardim dos Álamos
- Jardim Almeida
- Jardim Alviverde
- Jardim Campo Belo
- Jardim das Fontes
- Jardim das Laranjeiras
- Jardim do Bosque
- Jardim do Centro
- Jardim Herplin
- Jardim Iporã
- Jardim Itaim
- Jardim Juçara
- Jardim Maria Amália
- Jardim Maria Borba
- Jardim Novo Parelheiros
- Jardim Paulo Afonso
- Jardim Progresso
- Jardim Ramala
- Jardim Santa Cruz
- Jardim Santa Teresinha
- Jardim Santa Fé
- Jardim São Joaquim
- Jardim São Norberto
- Jardim Silveira
- Jardim Vera Cruz
- Parque Terceiro Lago
- Parque Sumaré
- Parque Florestal
- Parque Recreio[4]
- Praia Paulistana
- Rancho Alegre
- Recanto Campo Belo
- Recanto do Papai
- Sítio Casa Grande
- Sítio Santa Cecília
- Sítio Vale Verde
- Sumaré
- Vargem Grande (Parelheiros)
- Vila Bororé
- Vila Esperança
- Vila Isabel
- Vila Marcelo
- Vila Nova Esperança
- Vila Roschel[5]